# 소방전원 보존형 발전기
소방전원 보존형 발전기는 비상 발전기로서 용량 과다가 되지 않으면서 화재 시에는 소방시설 등에 비상전원을 안전하게 연속 공급해 주어 설치 비용과 운영비를 절감하여 경제성과 안전성을 갖춘 비상발전기이다. 
국내의 비상발전기 용량 선정은 LH공사 전기정보통신 설계지침에서와 같이 화재 시 부하와 정전 시 부하의 겸용의 발전기로서 두 부하 용량 중 더 큰 한쪽 부하 용량 이상을 기준으로  정격출력용량을 선정한다. 
화재 발생 시에 양쪽 부하 모두 인가 되면 용량 초과가 발생되어 운전이 중단되는 위험이 초래되므로 긴급하지 않은 정전 시 부하를 제어하여 용량 초과를 방지하여 소방 방재 시설에 비상전원이 연속 공급되게 해 주는 제어장치를 적용한 것이다.

## 비상발전기의 설계 및 설치 절차
1. 화재 시 부하와 정전 시 부하를 각각 구분하고, 전동기 부하와 전열부하에 대하여 각각 부하일람표와‘비상발전기 부하집계표'를 작성한다.
2. 정격출력용량 산정은 건설기준코드의 비상용 예비발전설비 설계기준(KDS 31 60 20, 2021.6.8.개정)의 GP 공식을 사용하여 용량을 산정한다. 정격출력용량은 기동부하를 감당해야 하므로 부하용량 보다 약 1.6~1.8배 더 크게 선정된다.
3. 전원단선결선도에 제어할 정전 시 부하용 차단기(트립장치 내장용)를 지정하여 제어장치의 출력단자와 트립단자를 제어선으로 연결해 준다.
4. 비상발전기 제어장치는 공인시험인 검수시험성적서에 의해 소방전원보존 성능이 있음이 확인되어야 한다. 참고시험성적서는 임의로 시험하는 것이어서 영업에 활용하지 못하도록 시험성적서에 기재되어 있으며, 공인시험성적서가 아니므로 인정되지 않는다. 

## 부하 용도별 화재 시 부하와 정전 시 부하의 구분
화재 시 부하는 화재 시 가동되는 부하이고, 정전 시 부하는 비 화재 정전 시 가동되고 화재 시에는 가동되지 않아도 되는 부하이다.
1. 화재 시 부하  
소방시설 부하, 여타 법령에 의해 비상전원 공급이 정해진 부하, 소방 활동에 필요한 부하로서 다음과 같다. 
1) 화재 시 전동기 부하
(1) [소방부하] : 옥내소화전펌프, 스프링클러설비펌프, 물분무소화설비펌프, 연결송수관펌프, 소화용수설비 채수구 펌프, 거실제연팬, 배연설비, 비상용승강기 승강장 제연팬, 방화셔터, 가동제연셔터, 피난용승강기 
(2) [비상부하] : 비상용승강기, 급수펌프, 지하실 배수펌프, 지하주차장배기팬, 그 밖의 것 
2) 화재 시 전동기 이외 부하  
(1) [소방부하] : 가스계소화설비, 비상조명등, 피난구조명등, 유도등, 비상콘센트설비, 무선통신보조설비
(2) [비상부하] : 보안시설, CCTV, 항공장애등, 방송·통신시설, 공용전등·전열, 세대비상전원, 의료시설, 중앙감시반, UPS, 축전지, 그 밖의 것
2. 정전 시 부하
비 화재 정전 시 사용되는 부하로서 중요 편의시설, 생산시설 중 설계 시 선택한 부하 및 여타 법령에 의해 비상전원 공급이 정해진 부하를 포함하며 다음과 같다. 
1) 정전 시 전동기 부하  
(1) [일반 중요부하]: 승용승강기, 화물용승강기, 비상겸용승강기, 항온항습시설, 냉장·냉동시설, 기계식주차장, 정화조동력, 주방동력, 공기조화설비, 환기팬, 급탕순환펌프, 그 밖의 것
(2) [비상부하]: 비상용승강기, 급수펌프, 지하실 배수펌프, 지하주차장배기팬, 그 밖의 것 
2) 정전 시 전동기 이외 부하
(1) [일반 중요부하]: 냉·난방시설(난방용 보조전원장치), 전등·전열, 동파방지시설, 전산시설, OA기기, 전기차충전기
(2) [비상부하]: 보안시설, CCTV, 항공장애등, 방송·통신시설, 공용전등·전열, 세대비상전원, 의료시설, 중앙감시반, UPS, 축전지, OA기기, 전기차충전기, 그 밖의 것

## 같이 보기
- 비상발전기
- 발전
- 전동기